# Baryton (album Jerzego Artysza)
Baryton albo baryton / baritone – podwójny album muzyki wokalnej z archiwalnymi nagraniami polskiego barytonu Jerzego Artysza, wydany 25 listopada 2015 przez Agencję Muzyczną Polskiego Radia (nr kat. PRCD 1827-1828) z okazji 85. urodzin wybitnego śpiewaka. Album uzyskał nominację do nagrody Fryderyka 2016 w kategorii Album Roku – Muzyka Kameralna.

## Lista utworów

### CD1
- Stanisław Niewiadomski (1859 – 1936), sł. Maria Konopnicka (1842 – 1910) – Jaśkowa dola – cykl pieśni na głos i fortepian
  - 1. Kołysanka
  - 2. Na gody
  - 3. Rozlegnijże się
  - 4. Latawica
  - 5. Nie swatała mi cię swatka
  - 6. Jakże cię mam brać dziewczyno
  - 7. Miesięczna noc
  - 8. Lny
  - 9. Dzwony
- Robert Schumann (1810 – 1856), sł. Heinrich Heine (1797 – 1856) – Dichterliebe op. 48 – cykl pieśni na głos i fortepian
  - 10. Im wunderschönen Monat Mai (W cudownym miesiącu maju)
  - 11. Aus meinen Tränen sprießen (Z mych łez wyrosły kwiaty)
  - 12. Die Rose, die Lilie, die Taube, die Sonne (Róże, lilie, gołąb, słońce)
  - 13. Wenn ich in deine Augen seh (Gdy patrzę w twe oczy)
  - 14. Ich will meine Seele tauchen (Pragnę duszę mą zanurzyć)
  - 15. Im Rhein, im heiligen Strome (W uświęconych wodach Renu)
  - 16. Ich grolle nicht (Nie skarżę się)
  - 17. Und wüßten's die Blumen, die kleinen (Czy kwiaty o tym wiedzą)
  - 18. Das ist ein Flöten und Geigen (Skrzypiec i fletów garnie)
  - 19. Hör’ ich das Liedchen klingen (Słyszę dźwięki piosenki)
  - 20. Ein Jüngling liebt ein Mädchen (Młodzieniec kocha dziewczynę)
  - 21. Am leuchtenden Sommermorgen (W promienny letni poranek)
  - 22. Ich hab’ im Traum geweinet (Płakałem we śnie)
  - 23. Allnächtlich im Traume seh ich dich (W sennych marzeniach)
  - 24. Aus alten Märchen winkt es (Ze starych baśni)
  - 25. Die alten, bösen Lieder (Stare, złe pieśni)

### CD2
- 1. Come raggio di sol – aria starowłoska (muz. Antonio Caldara, sł. anonim)
- 2. Pur dicesti, o bocca bella – aria starowłoska (muz. Antonio Lotti, sł. anonim)
- 3. Non posso disperar – aria starowłoska (przypisywana Sergio de Luca)(muz. Giovanni Battista Bononcini, sł. anonim)
- Alessandro Scarlatii (1859 – 1936)
  - 4. O cessate di piagarmi – aria z opery Il Pompeo (sł. Nicolò Minato)
- Claude Debussy (1862 – 1918) – Trois Ballades de Francois Villon (sł. François Villon)
  - 5. Ballade de Villon à s`amye
  - 6. Ballade que Villon feit à la requeste de sa mère pour prier Nostre-Dame
  - 7. Ballade des femmes de Paris
- Tadeusz Baird (1928 – 1981) – Cztery sonety miłosne na baryton i orkiestrę (sł. William Shakespeare, przekład: Maciej Słomczyński)
  - 8. Spójrz, co tu ciche serce wypisało (Sonet XXIII)
  - 9. Drwię, mając ciebie, z całej ludzkiej pychy (Sonet XCI)
  - 10. Słodka miłości (Sonet LVI)
  - 11. Jakże podobna zimie jest rozłąka (Sonet XCVII) Benjamin Britten (1913 – 1976)
  - 12. Veggio co`bei vostri occhi un dolce lume (Twoimi oczami widzę światłość błogą) – Sonet XXX z Siedmiu Sonetów z Michała Anioła op. 22 (sł. Michelangelo Buonarroti)
- Henryk Mikołaj Górecki (1933 – 2010) – "Dwie pieśni sakralne" op. 30 na baryton i orkiestrę (sł. Henryk Skwarnicki)
  - 13. Lento sostenuto
  - 14. Maestoso Giuseppe Verdi (1813 – 1901)
  - 15. Cortigiani, vil razza dannata – aria Rigoletta z II aktu opery Rigoletto (sł. Francesco Maria Piave)
  - 16. Son io, mio Carlo… O Carlo, ascolta – aria i scena śmierci Rodriga, markiza Posy z IV aktu opery Don Carlos (sł. Camille du Locle, Joseph Méry)
  - 17. Vanne; la tua meta già vedo – aria Jagona z II aktu opery Otello
  - 18. Ehi! paggio!... L'onore! Ladri! – aria Falstaffa z I aktu opery Falstaff (sł. Arrigo Boito)

## Wykonawcy
- Jerzy Artysz – śpiew (baryton)

### CD1
Katarzyna Jankowska – fortepian (poz. 1-9)
Nagrano: 29.01.1984 Polskie Radio, Studio M-1; opracowanie muzyczne: Bronisław Romaniszyn; reżyseria dźwięku: Zbigniew Kusiak
Maja Nosowska – fortepian (poz. 10-25)
Nagrano: 24.03.1986 Polskie Radio; reżyseria dźwięku: Zbigniew Kusiak

### CD2
Michał Wesołowski – fortepian (poz. 1-4)
Nagrano: 13.06.1990 Polskie Radio, Studio S-2; reżyseria dźwięku: Małgorzata Polańska
Andrzej Stefański – fortepian (poz. 5-7)
Nagrano: 16.04.1978 Polskie Radio, Studio M-1; reżyseria dźwięku: Leszek Wójcik
Orkiestra Symfoniczna Polskiego Radia i Telewizji w Krakowie; Antoni Wit – dyrygent (poz. 8-11)
Nagrano: 07.09.1979 Polskie Radio, Filharmonia w Krakowie; reżyseria dźwięku: Jerzy Długosz
Andrzej Stefański – fortepian (poz. 12)
Nagrano: 08.02.1981 Polskie Radio; reżyseria dźwięku: Andrzej Lipiński
Orkiestra Symfoniczna Polskiego Radia i Telewizji w Krakowie; Jacek Kasprzyk – dyrygent (poz. 13-14)
Nagrano: 03.04.1976 Polskie Radio, Filharmonia w Krakowie; reżyseria dźwięku: Jerzy Enzinger
Orkiestra Polskiego Radia i Telewizji w Warszawie; Jan Pruszak – dyrygent (poz. 15, 16, 17, 18)
Nagrano: 05-28.03.1985 Polskie Radio; reżyseria dźwięku: Fryderyk Babiński